# DAF 600
La DAF 600 est la première automobile du constructeur d'origine néerlandaise DAF.

## Description
Dessinée par Johan van der Brugghen, la DAF 600 fut la première voiture produite en série uniquement avec une transmission à variateur. C'était la volonté des frères Van Doorne de fabriquer un véhicule accessible et facile à conduire grâce à cette transmission simple et très souple,.

## Transmission par variateur
Le procédé du variateur à courroie et poulies coniques, appelé par DAF  « Variomatic », a été développé dès le XIXe siècle pour les machines industrielles, puis adapté à l'automobile à la fin de ce même siècle par Fouillaron. Daf en perfectionna la mise en œuvre. La première voiture DAF à transmission automatique fut présentée en 1958 au salon RAI d'Amsterdam et 30 563 exemplaires sont sortis des chaînes.